# 21 septembre dans les chemins de fer
21 août 21 octobre
Chronologies thématiques
- Croisades
- Sports
- Disney

Cette page concerne les événements qui se sont déroulés un 21 septembre dans les chemins de fer.

## Événements

### XXesiècle
- 1944. France : mise en place des commissions d'épuration à la SNCF.